# Коза (Вранча)
Коза (рум. Coza) насеље је у Румунији у округу Вранча у општини Тулничи. Oпштина се налази на надморској висини од 436 m.

## Становништво
Према подацима из 2002. године у насељу је живело 870 становника, од којих су сви румунске националности.